# Francisco Ronquillo Briceño
Francisco Ronquillo Briceño (Milà, 22 d'octubre de 1644 - Madrid, 29 de maig de 1717) Marquès de Villanueva de las Torres i Comte de Gramedo. Noble, militar i home d'estat castellà. Va exercir diversos llocs de rellevància durant el regnat de Carles II de Castella i fou partidari de Felip V de Castella durant la Guerra de Successió Espanyola. Fou elevat a President del Consell de Castella (1705 - 1713).

## Orígens familiars i matrimoni
Va ser fill d'Antonio Ronquillo Briceño, virrei de Sicília, i de Jacinta Briceño d'Osorio, senyora de Gramedo, Molezuelas, Piquillos y Villaquijada. Després de la mort sense successió del seu germà gran José Ronquillo va heretar el títol de comte de Gramedo, i després de la de la seva cosina Maria Teresa Ronquillo Briceño, el de marquès de Villanueva de les Torres. El 1672 es va casar a Saragossa amb Petronila Jiménez de Murillo.

## Biografia política
Va ser majordom de Joan Josep d'Àustria i després de la mort d'aquest corregidor de Còrdova (1682-1989) i de Madrid (1690-1696); després del Motín de los gatos fou nomenat novament corregidor de Madrid (1699-1703) en substitució del destituït Francisco de Vargas. En aquests últims anys del regnat de Carles II va ser partidari de la Casa de Borbó al costat del President del Consell de Castella Manuel Arias y Porres (1699 - 1703) i del cardenal Portocarrero, recolzats per l'ambaixador francès a Madrid el duc d'Harcourt. Aquests comptaven amb l'oposició del comte d'Oropesa Manuel Joaquín Álvarez de Toledo-Portugal i l'almirall de Castella Juan Tomás Enríquez de Cabrera y Ponce de León, que encapçalaven el partit austríac a la cort. Després dels primers anys de Felip V a la cort, fou elevat a la presidència del Consell de Castella (1705-1713).